# Andrew Bynum
Andrew Lee Bynum (ur. 27 października 1987 w Plainsboro) – amerykański koszykarz, występujący na pozycji środkowego, który został wybrany do NBA, bezpośrednio po ukończeniu szkoły średniej, mistrz NBA z 2009 i 2010.

## Kariera
Bynum miał grać na Uniwersytecie Connecticut, ale zdecydował się porzucić college i wziął udział w drafcie w 2005 roku, gdzie został wybrany przez Lakers z numerem 10 jako najmłodszy gracz, jaki kiedykolwiek został wybrany. Miał 17 lat, osiem miesięcy i dwa dni.
2 listopada 2005, podczas otwierającego się sezonu w meczu Lakers przeciwko Denver, zagrał sześć minut i stał się najmłodszym graczem, który kiedykolwiek zagrał w meczu NBA. Nie trafił dwóch rzutów, jednak miał 2 zbiórki i 2 bloki. Debiutancki sezon zakończył ze średnimi 1.6 punktu i 1.7 zbiórki, grając po 7,3 minuty na mecz.
Drugi sezon był jak dotąd jedynym, w którym rozegrał 82 mecze, nie zmagając się z żadnymi kontuzjami. Skorzystał z kontuzji Kwame Browna i Chrisa Mihma i wskoczył do pierwszej piątki. Jego średnie podskoczyły do 7,8 punktu i 5,9 zbiórki na mecz. Blokował też średnio 1,6 rzutu. W trakcie sezonu pojawiły się plotki, jakoby miał zostać wymieniony do New Jersey Nets w zamian za Jasona Kidda. Do wymiany jednak nie doszło.
Sezon 2007/08 był dla niego przełomowym. Otrzymał na stałe rolę zawodnika pierwszej piątki. Jego średnie przekroczyły poziom double-double – 13,1 punktu i 10,2 zbiórki. 13 stycznia 2008 doznał kontuzji, która zakończyła dla niego sezon. W meczu przeciwko Memphis Grizzlies przy walce o zbiórkę wylądował na stopie Lamara Odoma i doznał kontuzji kolana. Aby wzmocnić skład i załatać dziurę po Bynumie, Lakers pozyskali z Memphis Grizzlies Pau Gasola. Z Hiszpanem w składzie dotarli do finału NBA, gdzie przegrali 2:4 z Boston Celtics.
Przed rozgrywkami 2008/09 podpisał nowy, 4-letni kontrakt w wysokości 58 milionów dolarów. 31 stycznia 2009 roku, ponownie w meczu przeciwko Memphis Grizzlies doznał kontuzji kolana. Tym razem zerwał więzadła krzyżowe po zderzeniu z kolegą z drużyny, Kobe Bryantem. Do gry wrócił 9 kwietnia 2009 w meczu przeciwko Denver Nuggets. Do końca sezonu jednak nie grał już na tak wysokim poziomie jak wcześniej, bo uraz nie został do końca wyleczony. Pomimo tego, Bynum razem z Los Angeles Lakers mógł świętować zdobycie mistrzostwa NBA.
W sezonie 2009/10 Bynuma omijały groźne urazy aż do pierwszej rundy play-off i starcia z Oklahoma City Thunder. Tam, w szóstym meczu rywalizacji kolejny raz doznał kontuzji kolana. Dograł jednak do końca rozgrywek i zdobył kolejne mistrzostwo NBA, pokonując Boston Celtics 4:3. Po zakończeniu sezonu poddał się kolejnej operacji kolana.
Poddał się jej dopiero 28 lipca, a rehabilitacja trwała na tyle długo, że Bynum opuścił początek sezonu 2010/11. Pierwszy mecz rozegrał dopiero 14 grudnia przeciwko Washington Wizards. Trener Phil Jackson ograniczył jego minuty do 27.8 na mecz, żeby zminimalizować ryzyko kontuzji. To się udało, ale drużyna nie była już tak silna jak w poprzednich rozgrywkach.
Dodatkowo Bynum zaczął zachowywać się niesportowo na boisku. 20 marca został zawieszony na dwa mecze za faul na Michaelu Beasleyu. Sytuacja powtórzyła się w czwartym meczu półfinału konferencji przeciwko Dallas Mavericks. Tym razem faulowanym był J.J. Barea. Bynum został zawieszony na 5 meczów kolejnego sezonu (później skrócone do 4) i otrzymał 25 tys. dolarów kary.
Sezon 2011/12 był najlepszy w karierze Bynuma. Pierwszy raz w karierze został wybrany do meczu gwiazd. Poza zawieszeniem z początku rozgrywek, opuścił tylko jeden mecz z powodu kontuzji. W meczu otwierającym play-off zanotował triple-double: 10 punktów, 13 zbiórek i 10 bloków. Wyrównał tym samym rekord play-off w liczbie bloków w jednym meczu, należący do Marka Eatona i Hakeema Olajuwona.
4 czerwca 2012 Los Angeles Lakers skorzystali z opcji w jego kontrakcie i automatycznie przedłużyli go do końca sezonu 2012/13. 10 sierpnia Bynum został oddany w wymianie między czterema klubami do Philadelphia 76ers. W zespole z Filadelfii nie zagrał jednak ani jednego meczu – z sezonu 2012/13 wykluczyły go problemy z kolanami. W lipcu 2013 podpisał kontrakt z Cleveland Cavaliers. 28 grudnia został zawieszony przez klub w związku z działaniem szkodzącym zespołowi. 6 stycznia 2014 w wyniku wymiany trafił do Chicago Bulls. Nowy klub postanowił jednak od razu pozbyć się Bynuma. W lutym 2014 podpisał kontrakt na resztę sezonu 2013/14 z Indianą Pacers.

## Osiągnięcia

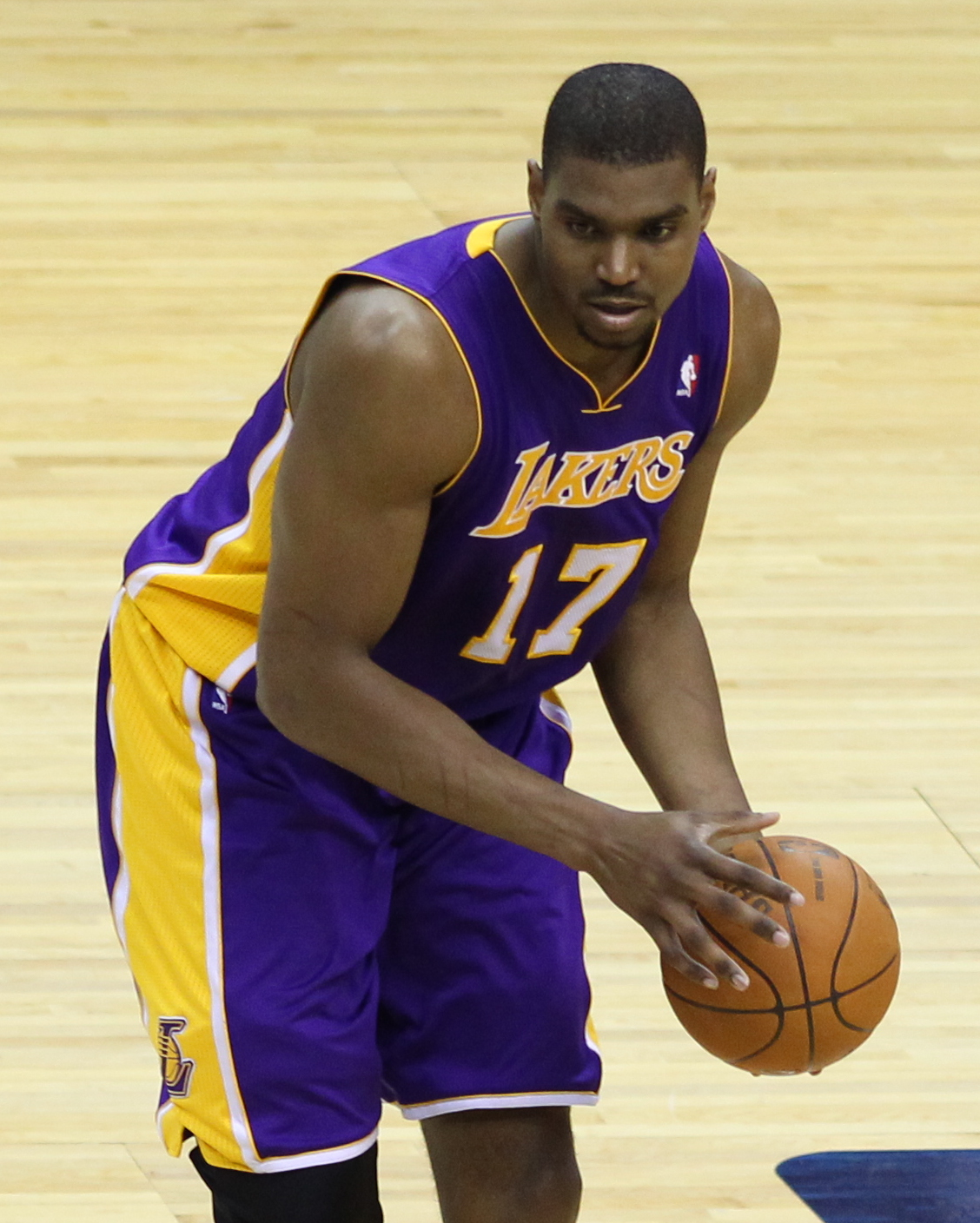
Bynum w barwach Lakers (2012).

Na podstawie, o ile nie zaznaczono inaczej.
Szkoła średnia
- Uczestnik spotkań gwiazd:
  - McDonald’s All-American (2005)
  - Jordan Classic (2005)
- Zaliczony do III składu Parade All-American (2005)

NBA
- 2-krotny mistrz NBA (2009, 2010)
- Wicemistrz NBA (2008)
- Uczestnik:
  - meczu gwiazd NBA (2012)
  - Rising Stars Challenge (2007)
- Zaliczony do II składu NBA (2012)
- Zawodnik tygodnia (26.01.2009, 19.03.2012, 16.04.2012)

## Rekordy życiowe
- Punkty 42 vs. L.A. Clippers 01/22/09
- Zbiórki 30 vs. San Antonio 11/04/2012
- Asysty 6 vs. San Antonio 02/03/11
- Przechwyty 3 (2 razy)
- Bloki 10 vs. Denver 29/04/2012
- Minuty 49 (2 razy)